# Plectris muscula
Plectris muscula är en skalbaggsart som beskrevs av Frey 1967. Plectris muscula ingår i släktet Plectris och familjen Melolonthidae. Inga underarter finns listade i Catalogue of Life.